# Assassin's Creed: Brotherhood
Assassin's Creed: Brotherhood è un videogioco sviluppato da Ubisoft Montréal e pubblicato da Ubisoft nel 2010 per PlayStation 3 e Xbox 360 e nel 2011 per Windows e macOS. Si tratta del terzo capitolo della saga di Assassin's Creed, ed è il seguito di Assassin's Creed II. Rappresenta, inoltre, il secondo capitolo della trilogia dedicata alla vita di Ezio Auditore.
Il gioco presenta un'innovativa modalità multigiocatore che permette di impersonare agenti dell'Abstergo che si allenano con l'Animus, quindi Templari; il gioco ha come sfondo la città di Roma, nella quale il protagonista, uscito vittorioso dallo scontro con il Gran Maestro dell'Ordine Templare Rodrigo Borgia, dovrà guidare la Confraternita degli Assassini per uccidere Cesare Borgia.
Il gioco è disponibile dal 16 novembre 2010 negli Stati Uniti e dal 18 novembre in Europa (eccetto Regno Unito, in cui è uscito il 19 novembre) e in Australia per PlayStation 3 e Xbox 360. Assassin's Creed Brotherhood supera i ventuno milioni di copie vendute, superando anche il suo più grande rivale dell'anno FIFA 11, di 5 milioni circa. Dopo Call of Duty: Black Ops è il gioco più venduto del 2010.
Il seguito è Assassin's Creed: Revelations uscito nel 2011.

## Trama
In seguito agli eventi del capitolo precedente, Desmond Miles, Lucy Stillman, Rebecca Crane e Shaun Hastings fuggono dai templari che hanno attaccato il loro nascondiglio e stabiliscono una nuova base operativa nelle rovine di Villa Auditore a Monteriggioni. Dopo aver ripristinato l'elettricità nelle gallerie sotto la villa, Desmond usa l'Animus 2.0 per continuare a rivivere i ricordi genetici del suo antenato Ezio Auditore. La sua missione è trovare la Mela dell'Eden, che potrebbe impedire un disastro incombente in arrivo quello stesso anno e che i templari vogliono avvenga.
La storia di Ezio continua nel dicembre del 1499, mentre esce dalla Cripta e fugge da Roma con lo zio Mario. Ritornato a Monteriggioni, Ezio spiega ai suoi compagni assassini ciò che ha visto nella Cripta e si conforta del fatto che la sua missione di vendetta è finalmente giunta al termine; Niccolò Machiavelli critica però la sua scelta di lasciare in vita Rodrigo Borgia. Il giorno seguente, mentre Ezio sta trascorrendo la notte in camera con Caterina Sforza, Monteriggioni viene assaltata dall'Esercito papale comandato da Cesare Borgia, figlio di Rodrigo. Cesare uccide Mario e prende con sé la Mela dell'Eden. Un Ezio ferito fugge invece a Roma, sede del potere templare in Italia, in cerca di vendetta contro i Borgia. Lì, scopre che l'Ordine degli Assassini ha perso gran parte della sua antica forza. Determinato a ristabilire la gilda, Ezio convince Machiavelli di essere in grado di guidare l'ordine, reclutando membri per la confraternita e riportandola al suo stato precedente.
Nei tre anni che seguono, Ezio allenta la morsa dei Borgia sulla capitale, sabotando le risorse di Cesare e assassinando figure chiave a lui vicine, riportando lentamente Roma al suo antico splendore. Dopo aver completamente ricostruito la confraternita, Ezio viene nominato il Mentore e reso il leader degli assassini in Italia. In questo periodo anche la sorella di Ezio, Claudia, diventa un'assassina.
Scoperto delle azioni di Ezio, Cesare chiede al padre altro denaro e la mela. Rodrigo però rifiuta, non volendo inimicarsi nuovamente gli assassini, e tenta di avvelenarlo, spaventato dalla sua sete di potere. Cesare però si salva e lo uccide. Ezio nel mentre recupera la mela dalla Basilica di San Pietro e la utilizza per sbaragliare le forze di Cesare, che viene arrestato dagli uomini di Papa Giulio II.
Qualche anno dopo, Ezio usa nuovamente la mela per controllare lo stato di Cesare e scopre che è evaso di prigione. Nascosta la mela in un tempio della Prima Civiltà sotto il Colosseo, Ezio abbandona l'Italia e raggiunge Cesare a Viana, in Spagna, dove sta combattendo insieme all'esercito di Giovanni III di Navarra. Sconfitto, Cesare sbraita che nessun uomo può ucciderlo, con Ezio che preferisce dunque "lasciarlo nelle mani del fato" gettandolo dalla torre di un castello.
Usando le coordinate dei ricordi di Ezio, Desmond, Lucy, Shaun e Rebecca giungono al tempio ove Ezio ha nascosto la mela, volendo usarla per localizzare gli altri templi e recuperare i restanti Pezzi dell'Eden per impedire che cadano nelle mani dei templari. Una volta entrato nel tempio, Desmond si imbatte nelle proiezioni olografiche di una donna chiamata Giunone, simile a Minerva. Ella commenta l'ignoranza del genere umano, definendolo "innocente e arrogante", per poi gridare "Avremmo dovuto lasciarvi come eravate!" Quando Desmond prende in mano la mela, il tempo si ferma e Giunone afferma che Desmond discende dalla loro razza ed è loro nemico; conclude dicendo che c'è una donna che lo accompagnerà attraverso "la porta" ma deve essere fermata. Preso il controllo del corpo di Desmond, lo obbliga ad uccidere Lucy. Entrambi cadono quindi a terra, Lucy morta e Desmond in coma. Nei titoli di coda, due uomini parlano di rimettere Desmond nell'Animus.

### La scomparsa di Da Vinci
Nel 1506, durante la sua caccia a Cesare Borgia, Ezio visita il suo amico Leonardo da Vinci nella sua bottega a Roma per chiedergli aiuto nel recuperare una nave che lo porti in Spagna. Leonardo si offre di farlo incontrare con un suo amico capitano di una nave, ma prima gli chiede di andare a cercare il suo apprendista, Salai. Ritornati alla bottega dopo uno scontro con alcuni ermetisti, membri del Culto di Hermes, scoprono che Leonardo è stato rapito dalla setta. Salai trova a terra delle scritte secondo le quali i due devono recuperare cinque dipinti di Leonardo che un tempo Ezio teneva a Monteriggioni ma che ora sono scomparsi.
Recuperati tutti i dipinti, Ezio trova nascosti su ciascuno di essi dei piccoli diagrammi che, combinati, rivelano la posizione del tempio dove gli ermetisti hanno portato Leonardo. Ezio si dirige sul posto e uccide i membri della setta, salvando Leonardo e scoprendo un altro tempio della Prima Civiltà che contiene però solamente un piedistallo. Quando Ezio appoggia una mano sul piedistallo, appaiono i numeri 43 39 19 N e 75 27 42 W. Ezio commenta che questi numeri non sono fatti per essere compresi da loro e lui e Leonardo abbandonano il tempio. Nel presente, due uomini dicono di aver "trovato la posizione del tempio" e che "è il momento di andare".

## Modalità di gioco

Schermata del gioco

Le mosse di Ezio sono le stesse presenti anche nel gioco precedente, solo che ora è possibile usare anche il Paracadute creato da Leonardo Da Vinci per quando Ezio stesso deve calarsi da un'altezza elevata.
Per quanto riguarda le caratteristiche di Ezio, ora è molto più grande di età e rispetto a prima ha la barba lunga dalla quale spicca in gran vista il pizzo, ha inoltre due linee d'espressione sulla fronte e i capelli più lunghi e spettinati.
A differenza del secondo capitolo è stato aumentato il numero di armi disponibili, e il modo di acquisirle. In alcuni casi bisognerà trovare degli oggetti sparsi per Roma per poter successivamente comprare un'arma, o nel caso delle armi lunghe, comprare precedentemente il fodero pesante dal Sarto.
Come i precedenti titoli di Assassin's Creed, nel gioco sono presenti personaggi basati su figure storiche, tra cui Leonardo da Vinci, Niccolò Machiavelli, Caterina Sforza, Rodrigo Borgia e Cesare Borgia. I luoghi del gioco includono il Colosseo e il Pantheon a Roma, e la città di Viana nel nord della Spagna.

### Multigiocatore
La modalità multigiocatore di Assassin's Creed: Brotherhood, disponibile per PC, Xbox 360 e PS3, non è basata su server dedicati. La trama è abbastanza semplice: coloro che giocano sono in realtà dipendenti Abstergo costretti ad allenarsi per apprendere tramite osmosi le antiche tecniche degli Assassini rivivendo i loro ricordi. Sono disponibili diversi personaggi e diverse modalità, individuali (ad esempio Ricercato, dove ogni giocatore ha una preda ed è allo stesso tempo preda di qualcun altro) e a squadre (ad esempio Caccia all'uomo, dove una squadra caccia e l'altra si nasconde, e le parti si invertono a fine turno).
Ubisoft ha annunciato che i server multiplayer di Brotherhood, insieme a molti altri dei loro titoli precedenti, sarebbero stati chiusi il 1º settembre 2022. La data è stata successivamente posticipata al 1º ottobre 2022. Ciò rende non ottenibili tutti gli obiettivi e i trofei relativi al multigiocatore nelle versioni originali della console.

## Personaggi

### Assassini e affiliati
- Desmond Miles: discendente di Ezio, è l'Assassino che rivive i ricordi del nobile fiorentino.
- Lucy Stillman: responsabile della fuga di Desmond dall'Abstergo, viene uccisa da quest'ultimo mentre è sottomesso al controllo della dea Giunone, probabilmente poiché, siccome la Mela mostra la verità dei fatti, Desmond ha intuito il suo fare doppiogiochista da Templare.
- Shaun Hastings: storico, anche se non nacque nell'Ordine degli Assassini, si unì a loro quando Rebecca lo salvò dai Templari da giovane.
- Rebecca Crane: un'Assassina, amica di Lucy e creatrice dell'Animus 2.0 che lei chiama affettuosamente Baby.
- Ezio Auditore: è il protagonista del gioco. Il suo nome significa "aquila", dal latino Aetius, a sua volta derivante dal greco Aetos.
- Claudia Auditore: sorella minore di Ezio. Responsabile del bordello La Rosa in Fiore, successivamente diventa un'Assassina.
- Mario Auditore: fratello maggiore di Giovanni e zio di Ezio. Signore di Monteriggioni, viene ucciso da Cesare Borgia durante l'assedio del suo borgo il 2 gennaio 1500.
- Leonardo da Vinci: famoso genio rinascimentale. Grande amico di Ezio, costruisce per lui degli strumenti basandosi sul codice di Altaïr. Ha un carattere eccentrico e molto amichevole.
- Niccolò Machiavelli: è considerato uno dei fondatori della scienza politica moderna. Opera insieme a Ezio nella ricrescita di Roma, non appoggiando del tutto le idee di Ezio. Lascia il suo posto di Gran Maestro ad Ezio dopo la Cerimonia di Iniziazione di Claudia.
- Caterina Sforza: signora di Imola e Forlì, dopo esser fuggita durante l'assedio di quest'ultima viene catturata a Montereggioni da Cesare. Viene liberata a Roma da Ezio.
- Bartolomeo d'Alviano: condottiero, capo dei mercenari di Roma, membro dell'Ordine degli Assassini.
- La Volpe: capo della Gilda dei ladri di Roma, membro dell'ordine degli Assassini

### Templari e affiliati
- Il Carnefice: Personaggio misterioso coperto da una maschera, alleato dei Borgia. (Personaggio utilizzabile in modalità Multiplayer)
- Malfatto: Un uomo che si traveste come un dottore, che assassina le proprie prede senza un motivo, infatti uccide alcune cortigiane. (Personaggio utilizzabile in modalità Multiplayer)
- Gaspar De La Croix: alleato dei Borgia, rappresenta la prima forma di cecchino conosciuto nella storia. (Personaggio utilizzabile in modalità Multiplayer)
- Donato Mancini: soldato al soldo dei Borgia, viene ucciso da Ezio per limitare le truppe di Cesare. (Personaggio utilizzabile in modalità Multiplayer)
- Auguste Oberlin: fabbro al servizio dei Borgia. (Personaggio utilizzabile in modalità Multiplayer)
- Fra Ristoro: monaco appartenente all'ordine dei Minimi, folle e spietato che non praticava la vita religiosa. (Personaggio utilizzabile in modalità Multiplayer)
- Lia De Russo: Una donna spietata che utilizza il contrabbando per comunicare con le aziende Templari. (Personaggio utilizzabile in modalità Multiplayer)
- Fiora Cavazza: Una delle cortigiane della "Rosa in Fiore", passa al servizio di Cesare perché attratta da lui, successivamente lo tradirà passando al fianco di Ezio. (Personaggio utilizzabile in modalità Multiplayer)
- Juan Borgia il Maggiore: Banchiere della famiglia Borgia, viene ucciso da Ezio per limitare le possibilità economiche di Cesare.
- Octavien De Valois: Alleato Francese di Cesare, viene ucciso da Ezio dopo aver rapito Pantasilea Baglioni, moglie del suo amico Bartolomeo.
- Micheletto Corella: Amico di infanzia e successivamente braccio destro di Cesare. Viene risparmiato da Ezio, e fugge da Roma dopo l'arresto di Cesare.
- Francesco Borgia: Cardinale e membro della famiglia dei Borgia, Francesco appare solo nella missione "Tana di Romolo", all'interno di San Pietro; viene eliminato da Ezio nel piano più alto della basilica.
- Rodrigo Borgia: Nemico storico di Ezio che appare anche nel capitolo precedente, tenta di uccidere suo figlio con una mela avvelenata, ma rimane vittima della mela lui stesso dopo essere stato aggredito da Cesare. Nel capitolo precedente viene detto da Shaun che ha rapporti incestuosi con sua figlia Lucrezia. Nonostante tenga ancora il ruolo di antagonista si dimostra sempre la voce della ragione, assolutamente convinto dei nobili scopi dei templari e cerca in tutti i modi di frenare gli eccessi del figlio.
- Lucrezia Borgia: Donna forte che ha una relazione con il fratello Cesare. Dopo la morte del padre Rodrigo, rivela a Ezio dove sia la Mela dell'Eden per impedire a Cesare di prenderne possesso. Viene risparmiata da Ezio.
- Cesare Borgia: La nemesi finale di Ezio, dopo essere stato arrestato con l'accusa di incesto, riesce a liberarsi e a fuggire. Tenta di riacquistare il suo comando combattendo a Viana nel 1507, dove è presente anche Ezio. Infine i due si battono sulle mura di un castello, e dopo esser stato sconfitto da Ezio gli dice di non poter morire per mano di uomini. Così Ezio lo lascia cadere dalla muraglia, affidando la vita di Cesare nelle mani del Fato: il Borgia muore.

## Doppiaggio
| Nome personaggio        | Doppiatore originale | Doppiatore italiano  |
| ----------------------- | -------------------- | -------------------- |
| Ezio Auditore           | Roger Craig Smith    | Renato Novara        |
| Desmond Miles           | Nolan North          | Alessandro Rigotti   |
| Lucy Stillman           | Kristen Bell         | Beatrice Caggiula    |
| Shaun Hastings          | Danny Wallace        | Matteo Zanotti       |
| Rebecca Crane           | Eliza Schneider      | Jenny De Cesarei     |
| Mario Auditore          | Fred Tatasciore      | Dario Oppido         |
| Cesare Borgia           | Andreas Apergis      | Massimo Di Benedetto |
| Rodrigo Borgia          | Manuel Tadros        | Mario Scarabelli     |
| Lucrezia Borgia         | Liane Balaban        | Elena Gianni         |
| Maria Auditore          | Ellen David          | Elda Olivieri        |
| Claudia Auditore        | Angela Galuppo       | Alice Bongiorni      |
| Niccolò Machiavelli     | Shawn Baichoo        | Alessandro Lussiana  |
| La Volpe                | Vito DeFilippo       | Lorenzo Scattorin    |
| Bartolomeo d'Alviano    | Alex Ivanovici       | Pietro Ubaldi        |
| Caterina Sforza         | Cristina Rosato      | Jolanda Granato      |
| Fabio Orsini            | Gianpaolo Venuta     | Davide Albano        |
| Pantasilea Baglioni     | Millie Tresierra     | Greta Bortolotti     |
| Leonardo Da Vinci       | Carlos Ferro         | Ruggero Andreozzi    |
| Salai                   | David Kaye           | Alessandro Germano   |
| Ercole Massimo          | Arthur Holden        | Gigi Rosa            |
| Juan Borgia il Maggiore | Harry Standjofski    | Marco Pagani         |
| Egidio Troche           |                      | Roberto Accornero    |
| Octavian de Valois      | Arthur Holden        | Denis Michalett      |
| Micheletto Corella      | Tony Calabretta      | Gianluca Iacono      |
| Federico Auditore       | Elias Toufexis       | Paolo De Santis      |
| Niccolò Copernico       | Vince Benvenuto      | Luca Sandri          |
| Cristina Vespucci       | Amber Goldfarb       | Benedetta Ponticelli |
| Soggetto 16             | Cam Clarke           | Leonardo Gajo        |
| Giunone                 | Nadia Verrucci       | Cinzia Massironi     |
| Animus                  | Jennifer Seguin      | Lorella De Luca      |
| Minerva                 | Margaret Easley      | Elda Olivieri        |
| Donato Mancini          |                      | Marco Pagani         |
| Pietro Rossi            | Maurizio Terrazzano  | Francesco Mei        |
| Vieri Dé Pazzi          | Gianpaolo Venuta     | Federico Zanandrea   |
| William Miles           | Nick Jameson         | Claudio Moneta       |
| Warren Vidic            | Phil Proctor         | Riccardo Rovatti     |
| Duccio de Luca          | Shawn Baichoo        | Stefano Pozzi        |

La versione italiana, rispetto alla inglese, è meno volgare. Alcuni esempi di ciò, riguardano la moltitudine di parolacce pronunciate in italiano dai civili e dai personaggi nella versione inglese. Nella versione italiana esse sono assenti, o spesso sostituite con parole come "Diamine" o "Diavolo".

## Sviluppo
Il gioco è stato annunciato da Ubisoft il 13 gennaio 2010. Tre mesi dopo, il 23 aprile, Ubisoft registra il dominio Assassin's Creed: Brotherhood. Il 6 maggio comincia a circolare sul web una cover promozionale destinata alla catena GameStop, relativa ad Assassin's Creed: Brotherhood. Dopo poche ore, Ubisoft conferma che il prossimo capitolo sarà chiamato proprio Assassin's Creed: Brotherhood. Tre giorni dopo Ubisoft apre il sito di Assassin's Creed: Brotherhood accompagnandolo da un teaser e un countdown. Il 18 maggio Ubisoft conferma che Assassin's Creed: Brotherhood avrebbe avuto una beta multiplayer prima della sua pubblicazione.
All'E3 2010, Ubisoft pubblica diversi video del gioco ed è stata ufficializzata la data di uscita: 16 novembre 2010. Nella conferenza Sony dell'E3 2010, Ubisoft annuncia una beta multiplayer esclusiva per la console PlayStation 3. Il gioco avrà a disposizione dei contenuti extra che saranno disponibili solo su PlayStation 3.
Ubisoft dichiara al Comic-Con che la beta multiplayer di Assassin's Creed: Brotherhood sarà avviata a settembre 2010 e il gioco sarà pubblicato il 18 novembre 2010 in Europa. Ubisoft ha confermato alla conferenza del Comic-Con di aver in programma dei contenuti aggiuntivi.
Il produttore di Assassin's Creed Brotherhood, Sebastian Puel, dichiara che il gioco è entrato in fase gold e conferma la sua data di uscita per il 18 novembre 2010.

## Promozione
Ubisoft Italia ha organizzato un Fan Day esclusivo per promuovere questo videogame. Venti persone sono state selezionate tramite un contest email del sito ufficiale per prendere parte a questo evento della durata di due giorni (16 e 17 ottobre 2010) tenutosi a Monteriggioni, la città location del gioco dove la trama ha inizio. Sono stati organizzati dei giochi di ruolo attinenti al mondo di Brotherhood ed è stato fatto provare il titolo. Sono disponibili alcuni coverage dell'evento a cura dei presenti su GameSource, Inside the Netgaming, Lega Nerd, la rivista online Game e due blog.

## Distribuzione
Brotherhood è stato rilasciato in Europa il 18 novembre 2010 su PlayStation 3 e Xbox 360. Il 16 febbraio Ubisoft Italia annuncia la data della versione PC: 17 marzo 2011, contenente numerosi miglioramenti alla grafica.

### Edizioni limitate
Le edizioni limitate del gioco sono la Limited Codex Edition, la Collector's Edition (versione destinata al solo mercato americano), la Auditore Edition (versione destinata al solo mercato americano) e la Da Vinci Edition.

## Contenuti scaricabili e sbloccabili
I principali DLC di Assassin's Creed: Brotherhood sono due: La scomparsa di Da Vinci e La questione copernicana. Il primo, annunciato da Ubisoft il 17 febbraio 2010 e pubblicato l'8 marzo 2011 su Xbox 360 ed il 9 marzo per PlayStation 3, è un contenuto multipiattaforma, che oltre ad aggiungere 8 missioni e due luoghi templari segreti per il giocatore singolo, consente anche di sbloccare elementi per il multiplayer. Il secondo DLC invece è un'esclusiva per PlayStation 3 e contiene otto missioni per il giocatore singolo.
Il 14 dicembre 2010 fu reso disponibile il primo pacchetto gratuito chiamato Animus Project Update 1.0, il quale aggiungeva una nuova modalità per il multiplayer, ovvero una versione evoluta e complessa di Alleanza con un radar meno efficace, dove bisogna controllare un templare e cooperare con un altro giocatore per uccidere o difendersi dalle squadre avversarie, inoltre lo stesso pacchetto conteneva la mappa di Mont Saint-Michel.
Il 19 gennaio 2011 uscì il secondo pacchetto gratuito denominato Animus Project Update 2.0, che inseriva come nuova mappa multiplayer, Pienza, e la modalità "Caccia ai forzieri" nella quale squadre composte da tre giocatori avranno il compito di proteggere o di impadronirsi degli scrigni dorati, oltre a ciò fu inserita un'ulteriore opzione chiamata "Grado Templare", che rivelava i risultati ottenuti dagli altri giocatori nel corso dell'ultimo mese e che si aggiornava settimanalmente.

## Rimasterizzazione
Il 17 novembre 2016 è uscita Assassin's Creed: The Ezio Collection, che ripropone, in versione rimasterizzati, Assassin's Creed II, Assassin's Creed: Brotherhood, Assassin's Creed: Revelations e tutti i DLC disponibili per PlayStation 4 e Xbox One.

## Accoglienza

### Critica
| Testata                 | Versione | Giudizio |
| ----------------------- | -------- | -------- |
| Computer and videogames | ?        | 92%      |
| Gamesource              | ?        | 8,6/10   |
| Gameplayer              | XBox360  | 85/100   |
| Game Informer           | ?        | 9,25/10  |
| Gamesurf                | PS3      | 9/10     |
| Eurogamer               | -        | 10/10    |
| Multiplayer             | PS3      | 95/100   |
| Spaziogames             | -        | 8,8/10   |
| Recensionivideogiochi   | ?        | 9,5/10   |

Assassin's Creed: Brotherhood ha ricevuto valutazioni molto positive sia dalla critica italiana che da quella estera. La rivista Play Generation lo classificò come il migliore titolo d'avventura e migliore online del 2010.

### Vendite
Il gioco ha superato il milione di copie vendute in meno di una settimana dalla distribuzione, record di miglior incasso in poco tempo. Assassin's Creed: Brotherhood è diventato così il titolo europeo di Ubisoft venduto più velocemente di sempre. È anche il titolo Ubisoft con il miglior lancio in Europa ed è stato anche il titolo più venduto alla distribuzione al novembre 2010. Nel maggio 2011 Ubisoft ha annunciato che il gioco aveva superato le 8 milioni di copie vendute e aiutato la serie Assassin's Creed a raggiungere le 28 milioni di copie vendute.

## Altri media
Come già era avvenuto per Assassin's Creed II con Assassin's Creed: Lineage, il 16 novembre è stato pubblicato su PlayStation Store e Xbox LIVE Assassin's Creed: Ascendance un film d'animazione creato dall'Ubi Workshop ambientato prima della trama di Brotherhood, che racconta gli avvenimenti che hanno spinto Ezio a spostarsi a Roma.